# إيفرت بيدويل
إيفرت بيدويل هو سياسي أمريكي، ولد في 22 أكتوبر 1899 في هيوستن في الولايات المتحدة، وتوفي في 7 يناير 1991 في بورتاغ في الولايات المتحدة. نشط حزبياً في الحزب الجمهوري. وقد انتخب عضو جمعية ولاية ويسكونسن ‏ وانتخب عضو مجلس ولاية ويسكونسن ‏.